# Tentúgal
Tentúgal is een plaats (freguesia) in de Portugese gemeente Montemor-o-Velho en telt 2275 inwoners (2001).